# Mesoginella pygmaeiformis
Mesoginella pygmaeiformis is een slakkensoort uit de familie van de Marginellidae. De wetenschappelijke naam van de soort is voor het eerst geldig gepubliceerd in 1937 door Powell.